# Passer
Genre

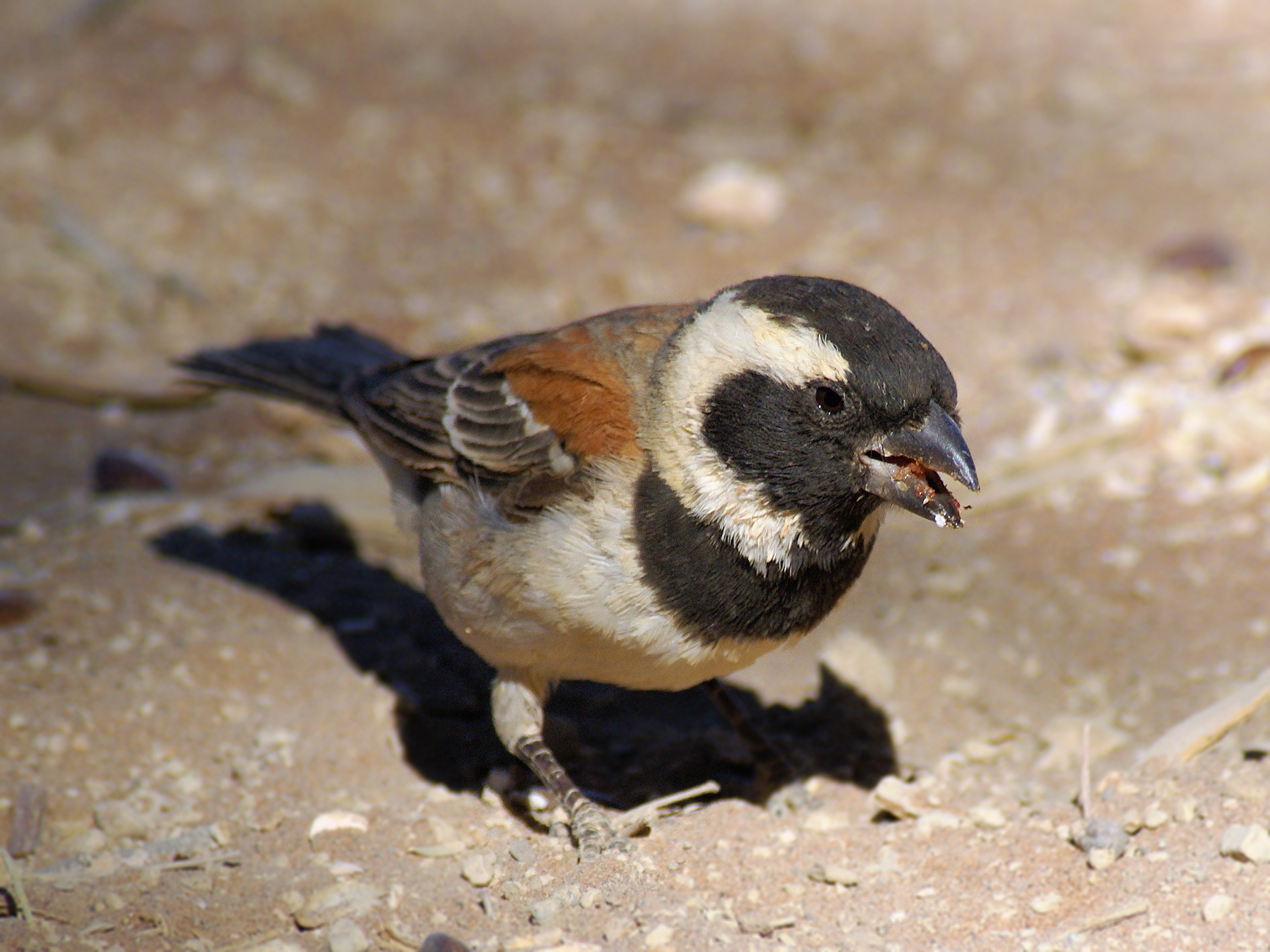
Passer melanurus

Passer est un genre de passereaux de la famille des Passeridae. Il a été créé par le zoologiste français Mathurin Jacques Brisson (1723-1806) en 1760.

## Taxinomie

### Liste des espèces
D'après la classification de référence (version 12.2, 2022) du Congrès ornithologique international (ordre phylogénique) :
- Passer ammodendri Gould, 1872 — Moineau des saxaouls
- Passer domesticus (Linnaeus, 1758) — Moineau domestique
- Passer italiae (Vieillot, 1817) — Moineau cisalpin
- Passer hispaniolensis (Temminck, 1820) — Moineau espagnol
- Passer pyrrhonotus Blyth, 1845 — Moineau du Sind
- Passer castanopterus Blyth, 1855 — Moineau de Somalie
- Passer cinnamomeus (Gould, 1836) — Moineau rutilant
- Passer flaveolus Blyth, 1845 — Moineau flavéole
- Passer moabiticus Tristram, 1864 — Moineau de la mer Morte
- Passer iagoensis (Gould, 1838) — Moineau du Cap-Vert
- Passer motitensis (Smith, A, 1836) — Grand Moineau
- Passer insularis Sclater, PL & Hartlaub, 1881 — Moineau de Socotra
- Passer hemileucus Ogilvie-Grant & Forbes, HO, 1899 — Moineau d'Abd'Al-Kuri
- Passer rufocinctus Finsch & Reichenow, 1884 — Moineau roux
- Passer shelleyi Sharpe, 1891 — Moineau de Shelley
- Passer cordofanicus Heuglin, 1874 — Moineau du Kordofan
- Passer melanurus (Müller, PLS, 1776) — Moineau mélanure
- Passer griseus (Vieillot, 1817) — Moineau gris
- Passer swainsonii (Rüppell, 1840) — Moineau de Swainson
- Passer gongonensis (Oustalet, 1890) — Moineau perroquet
- Passer suahelicus Reichenow, 1904 — Moineau swahili
- Passer diffusus (Smith, A, 1836) — Moineau sud-africain
- Passer simplex (Lichtenstein, MHC, 1823) — Moineau blanc
- Passer zarudnyi Pleske, 1896 — Moineau de Zarudny
- Passer montanus (Linnaeus, 1758) — Moineau friquet
- Passer luteus (Lichtenstein, MHC, 1823) — Moineau doré
- Passer euchlorus (Bonaparte, 1850) — Moineau d'Arabie
- Passer eminibey (Hartlaub, 1880) — Moineau d'Emin

Un moineau primitif, retrouvé à l'état fossile est classé dans ce genre :
- Passer predomesticus